# Robert Francis Kennedy Jr.
Pour les articles homonymes, voir Robert Kennedy (homonymie) et Kennedy.
Robert Francis Kennedy Jr., communément appelé par ses initiales RFK Jr, né le 17 janvier 1954 à Washington, est un avocat spécialisé dans le droit de l'environnement, militant anti-vaccination et homme politique américain, secrétaire à la Santé et aux Services sociaux des États-Unis depuis 2025.
Fils de Robert Francis Kennedy et neveu du Président John Fitzgerald Kennedy, il est président-fondateur de l'organisation Children's Health Defense et se fait connaître principalement pour son plaidoyer anti-vaccin, notamment lors de la pandémie de Covid-19 aux États-Unis. Il a écrit plusieurs livres, notamment The Riverkeepers (1997), Crimes Against Nature (2004), The Real Anthony Fauci (2021) et A Letter to Liberals (2022).
Membre du Parti démocrate pendant cinq décennies, il envisage de se présenter à ses primaires pour l'élection présidentielle de 2024 avant d'annoncer sa candidature comme indépendant. Il se rallie ensuite à Donald Trump, qui le nomme secrétaire à la Santé et aux Services sociaux dans sa seconde administration. 

## Famille

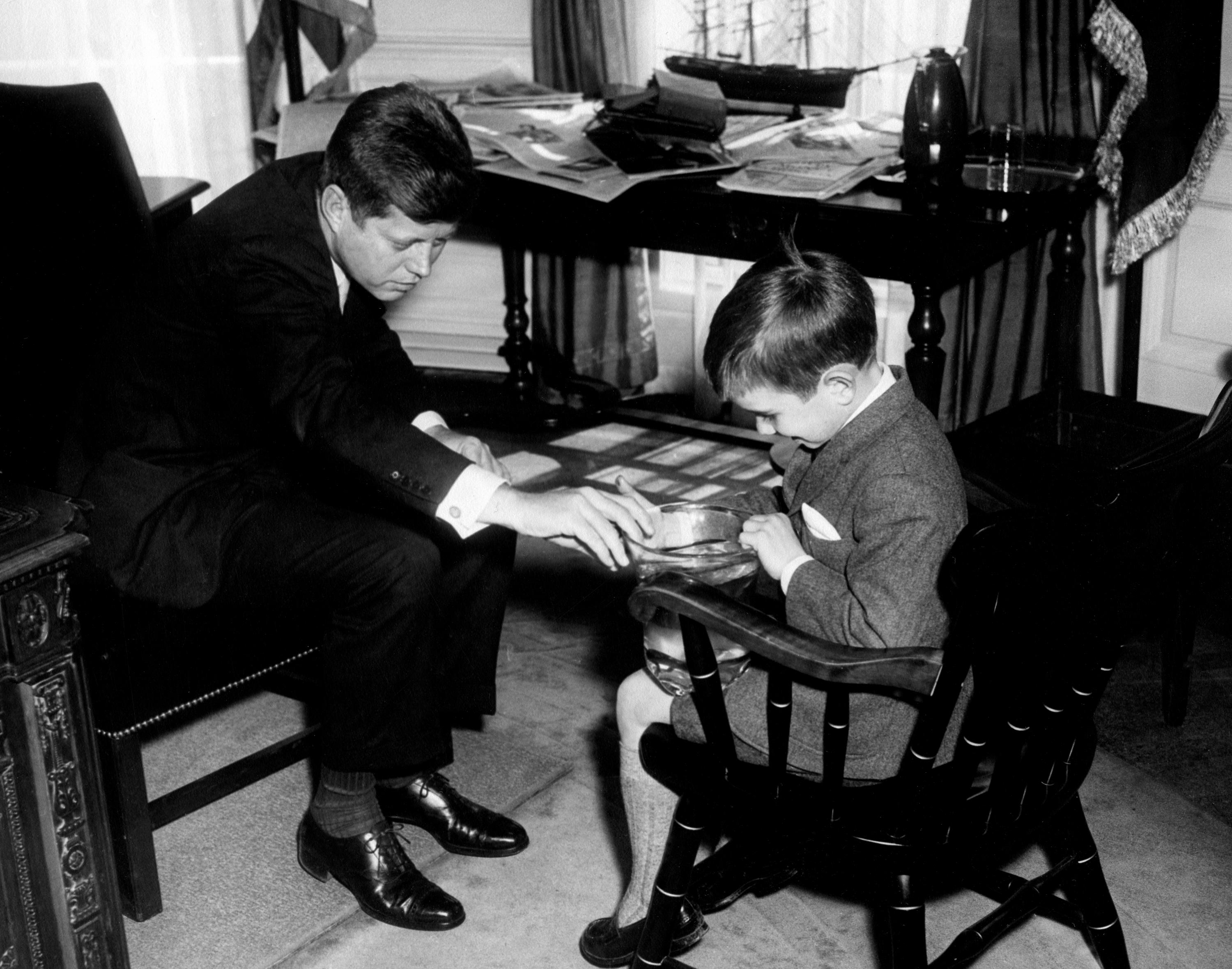
Robert Kennedy Jr. avec son oncle le président John Fitzgerald Kennedy dans le Bureau ovale.

Robert Francis Kennedy Jr. est le troisième des onze enfants d'Ethel Kennedy et de Robert Francis Kennedy, ainsi que le neveu de John Fitzgerald Kennedy et de Ted Kennedy. Son père est procureur général des États-Unis (ministre de la Justice) de 1960 à 1964 et candidat à l'élection présidentielle américaine de 1968, assassiné au cours de la campagne.

## Biographie

### Jeunesse et études
Il est né le 17 janvier 1954 à Washington. Il étudie à l'université Harvard et à la London School of Economics.

### Activités
Il anime une émission sur le droit de l'environnement sur Air America Radio.

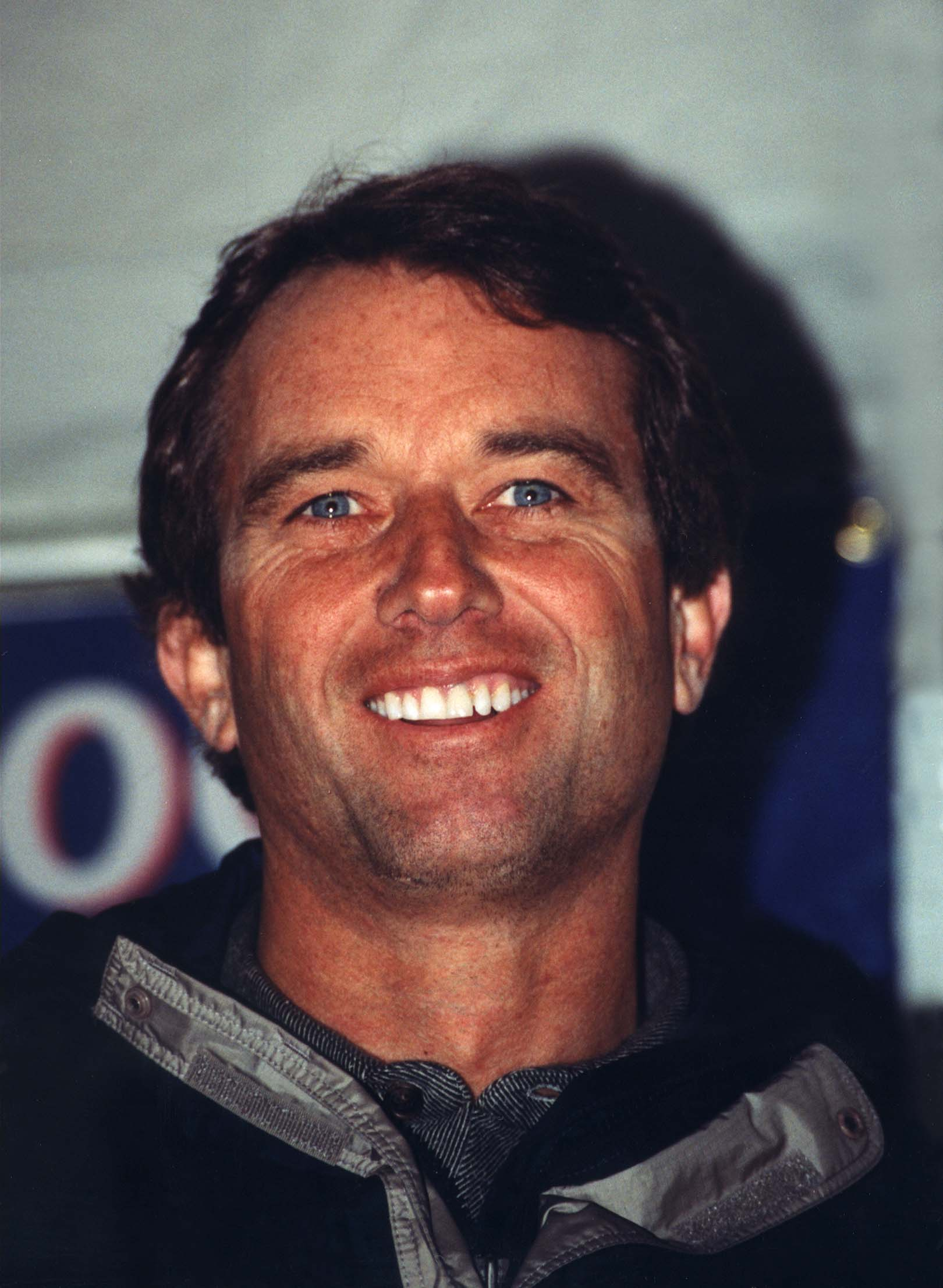
Robert Francis Kennedy Jr. en 2000.

De 1986 à 2017, il travaille comme avocat pour l'ONG de protection de l'environnement Natural Resources Defense Council
Il est l'un des avocats de Dewayne Lee Johnson, qui a gagné un procès historique contre Monsanto en 2018. L'entreprise est condamnée à verser au plaignant 289 millions de dollars.
Il est également auteur de littérature d'enfance et de jeunesse.

### Théories complotistes et désinformation
Militant anti-vaccination, RFK Jr. soutient l'hypothèse sans fondement scientifique d'un lien entre vaccination et autisme, et critique le processus d'approbation des vaccins par la FDA. Il est producteur délégué du film Vaxxed II: The People's Truth, la suite de 2019 du film anti-vaccination complotiste Vaxxed. Il préside l'organisation anti-vaccination World Mercury Project, devenue Children's Health Defense en 2018.
En janvier 2013, il affirme que son père, le procureur général Robert F. Kennedy, pensait que le président Kennedy n'avait pas été assassiné par un tireur solitaire, et que malgré ses déclarations publiques, il considérait le rapport Warren comme « un bricolage mal fichu » (a shoddy piece of craftsmanship).
Le 29 août 2020 à Berlin, il prononce un discours, lors d'une manifestation contre les restrictions de liberté liées à la pandémie de Covid-19, dans lequel il affirme : « Les gouvernements aiment les pandémies, et ils aiment les pandémies pour les mêmes raisons qu’ils aiment la guerre. Parce qu’elle leur donne la possibilité d’imposer à la population des contrôles que celle-ci n’accepterait jamais autrement… ». Il reprend la phrase de son oncle « ich bin ein Berliner » et affirme que les gouvernements ont profité de la pandémie pour installer la 5G et permettre la collecte des données au profit de milliardaires tels que Bill Gates, Mark Zuckerberg et Jeff Bezos.
En 2021, les comptes Instagram et Facebook de Children's Health Defense, l'organisation que préside Robert Francis Kennedy Jr., sont supprimés par la maison-mère Meta pour « violations répétées de [leurs] politiques sur le Covid-19 ».
Le 23 janvier 2022, à l'occasion d'une manifestation à Washington, il compare les mesures vaccinales aux États-Unis à celles prises contre les Juifs par le régime nazi. Ses remarques font réagir le musée national Auschwitz-Birkenau, qui déclare qu'« exploiter la tragédie de personnes qui ont souffert, furent humiliées, torturées et assassinées par le régime totalitaire de l'Allemagne nazie — y compris des enfants comme Anne Frank — dans un débat sur la vaccination et les restrictions durant une pandémie globale est un triste symbole d'une décrépitude morale et intellectuelle ».
Selon une étude du Center for Countering Digital Hate, Robert Francis Kennedy fait partie du noyau d'une douzaine de personnes à l'origine de deux tiers de la désinformation concernant la pandémie sur les réseaux sociaux, notamment sur Facebook,. Pour l'historien américain Joseph Palermo (en), il serait le représentant typique des antivax de gauche, « ceux qui glissent de la défense de l’environnement à ce qu’ils pensent être un combat contre les lobbys pharmaceutiques ».
Il croit aussi en la réalité de la théorie conspirationniste des chemtrails, soutenant que des produits seraient mélangés au kérosène des avions.

### Engagements politiques
Fin 2007, avec ses deux sœurs Kathleen Kennedy Townsend et Mary Kerry Kennedy, il apporte son soutien à Hillary Clinton dans les primaires démocrates à l'élection présidentielle de 2008.

Logo de campagne du ticket Kennedy-Shanahan.

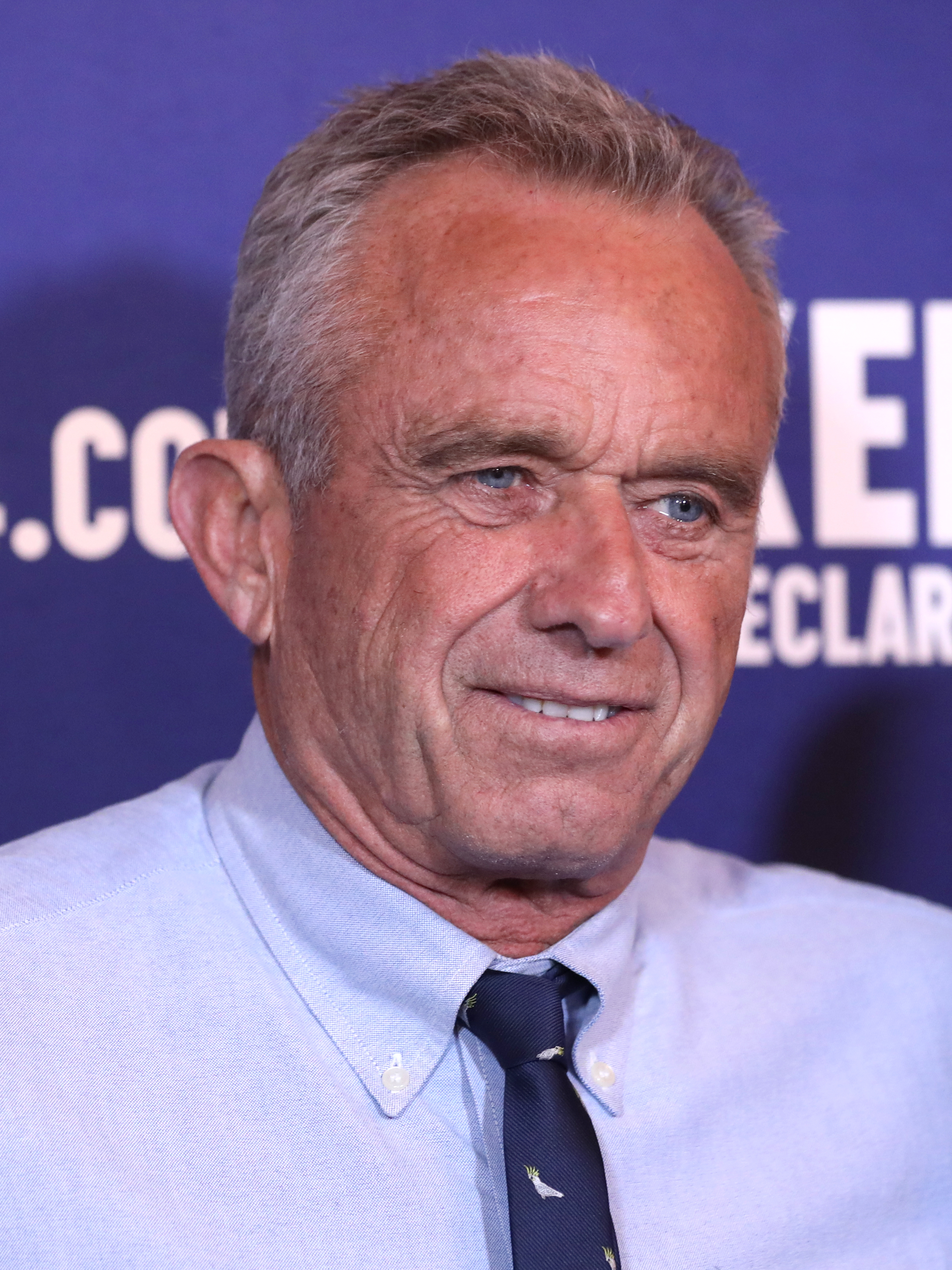
Robert Francis Kennedy Jr. en 2024.

Le 19 avril 2023, il présente sa candidature à l'investiture des primaires du Parti démocrate pour l'élection présidentielle américaine de 2024. C'est le quatrième membre de sa famille à être candidat à l'élection présidentielle américaine après John Fitzgerald Kennedy, Robert Francis Kennedy et Ted Kennedy. Au début du mois d'octobre, il annonce renoncer à cette candidature et se présenter comme candidat indépendant pour la prochaine élection présidentielle. Un sondage Reuters/Ipsos estime alors qu'il bénéficie du soutien de 14 % des électeurs potentiels. Le 26 mars 2024, il annonce le nom de sa colistière pour l'élection présidentielle de 2024, l’avocate Nicole Shanahan. Il se présente comme une alternative entre les deux anciens présidents Joe Biden et Donald Trump. Mais, à la suite du désistement de Joe Biden en faveur de sa vice-présidente Kamala Harris, Robert Francis Kennedy descend à 4 % des intentions de vote dans un sondage du Wall Street Journal du 26 juillet 2024,. Le 23 août 2024, il annonce suspendre sa campagne et se ranger derrière le candidat républicain Donald Trump.

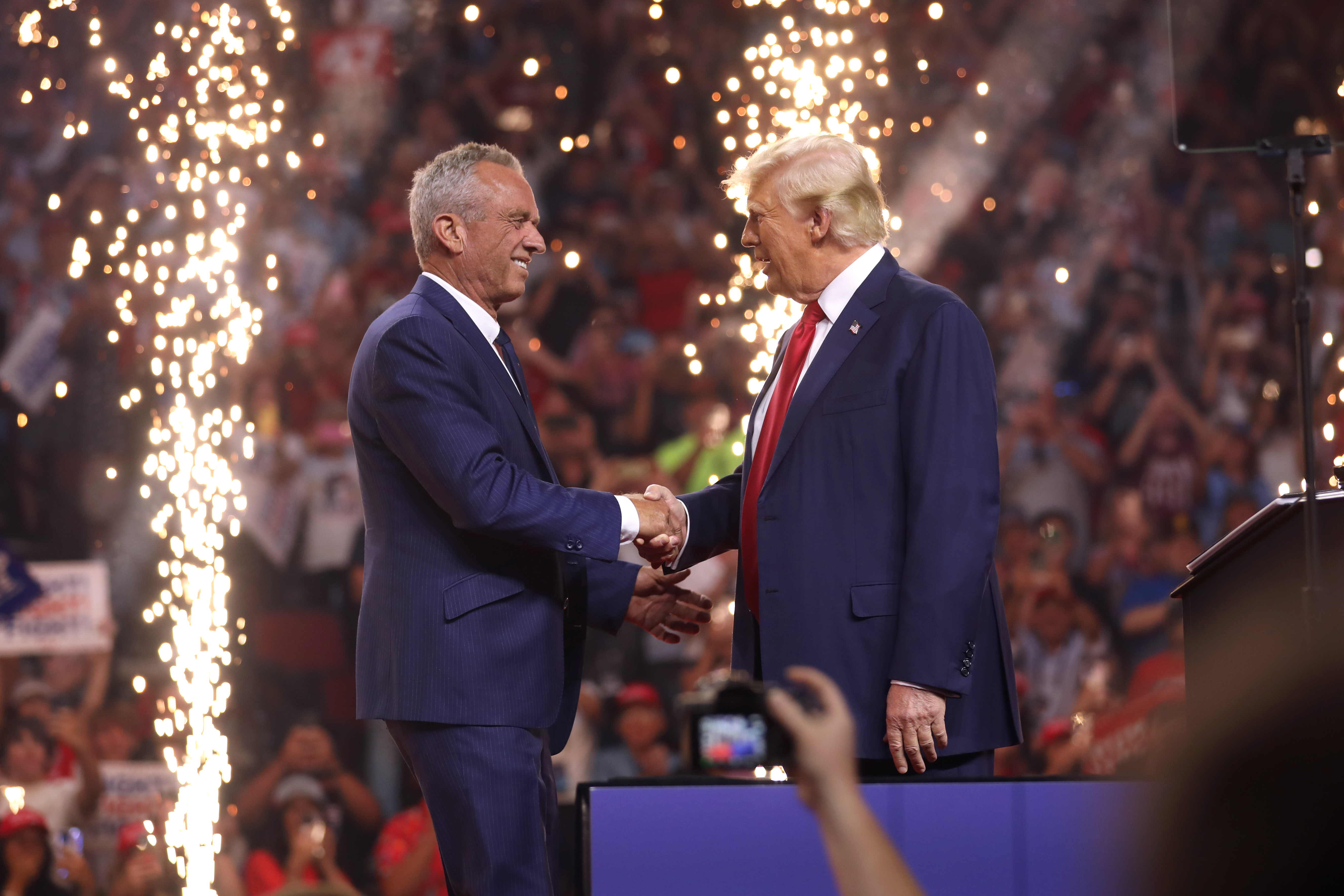
Robert F. Kennedy Jr. rejoignant Donald Trump lors d'un meeting en Arizona.

Lors de l'élection présidentielle, malgré son désistement, son nom reste inscrit sur les bulletins de vote de plusieurs États, de sorte qu'il recueille plus d'un demi-million de voix. Après la victoire de Donald Trump à l'issue de ce scrutin, il est pressenti pour devenir le futur secrétaire à la Santé et aux Services sociaux de ce dernier, ce que le futur président annonce officiellement le 14 novembre. Le 13 février 2025, sa nomination est confirmée par le Sénat par un vote de 52 contre 48. Il contrôle ainsi le Centres pour le contrôle et la prévention des maladies, la Food and Drug Administration et le National Institutes of Health, la plus grosse agence de financement de la recherche biomédicale, avec un budget annuel total de 1 700 milliards de dollars.

### Secrétaire à la santé des États-Unis

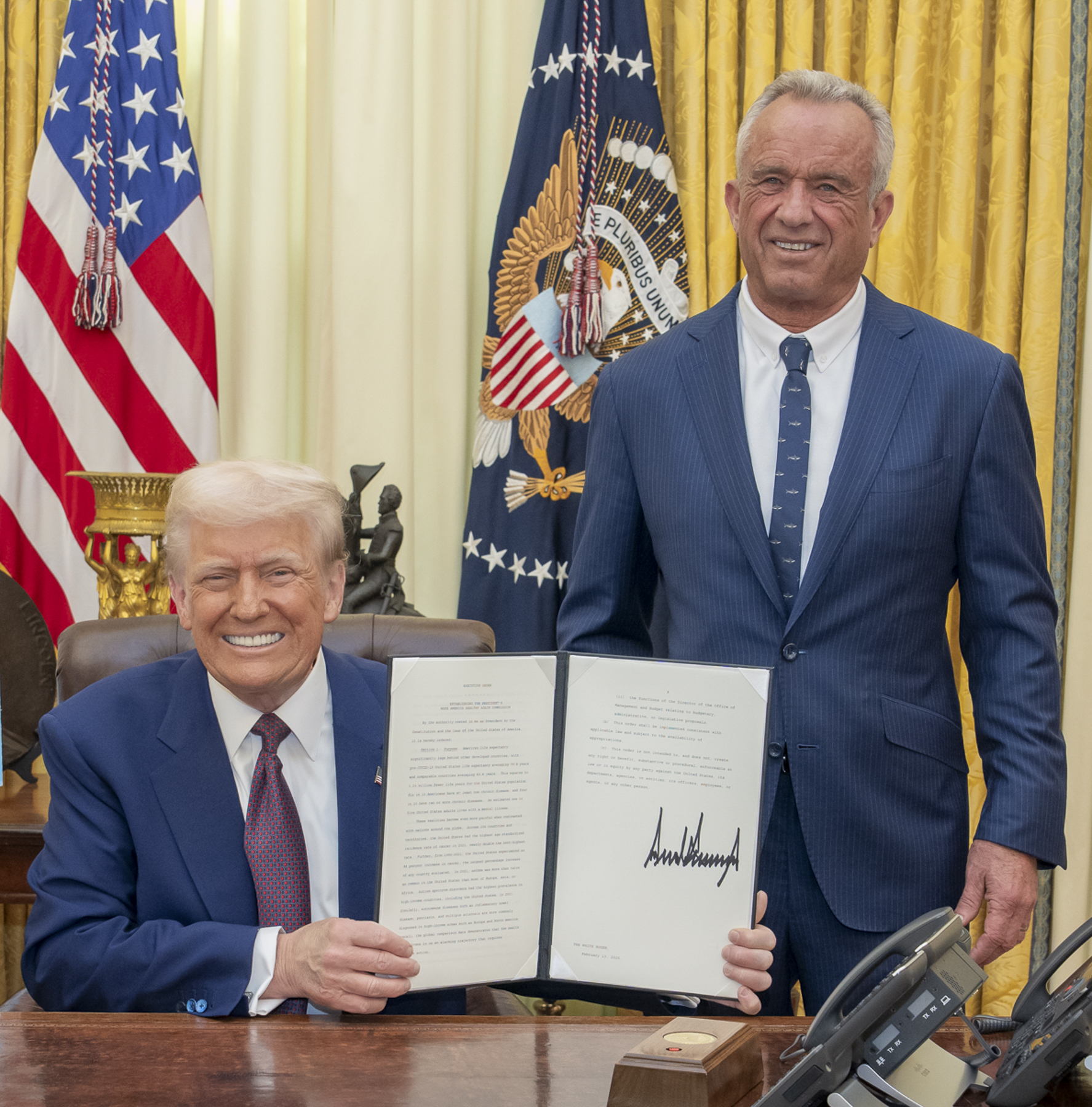
Kennedy et Donald Trump dans le Bureau ovale.

Le 2 mars 2025, alors qu'une épidémie de rougeole touche le sud-ouest des États-Unis, notamment l'est du Texas, Robert Kennedy Jr. se prononce en faveur de la vaccination contre cette maladie. Après le décès d'un enfant non vacciné quelques jours plus tôt, il avait dans un premier temps minimisé l'importance de l'épidémie, et au cours des années précédentes, avait été l'auteur de déclarations fausses sur la sécurité du vaccin contre la rougeole, la rubéole et les oreillons. Deux jours plus tard, il se prononce également en faveur de traitements alternatifs comme la consommation d'huile de foie de morue, riche en vitamine A. Les spécialistes considèrent toutefois que cette approche est surtout pertinente pour les personnes carencées en vitamine A, et ne constitue pas une alternative à la vaccination.
En juin 2025, il prétend en se basant sur une seule étude de portée limitée que le vaccin DTC causerait une mortalité élevée.

#### Autisme
En avril 2025, lors d'une conférence de presse au sujet des taux de diagnostics d'autisme aux États-Unis, il déclare que l'autisme serait une « épidémie » et le qualifie de « maladie évitable », allant à rebours des données de la science en ce domaine,,, l'autisme n'étant pas considéré comme une maladie. Il ajoute que « l'autisme détruit les familles et, plus important encore, il détruit notre plus grande ressource, nos enfants », décrivant « des enfants qui ne paieront jamais d'impôts, qui n'auront jamais d'emploi [...] beaucoup d'entre eux n'utiliseront jamais les toilettes sans aide » ; le journaliste Axel Juin souligne que ces déclarations sont inexactes, la majorité des personnes autistes n'étant pas dans une situation aussi grave que la décrit Kennedy, et que « de nombreuses personnes diagnostiquées autistes mènent une vie d'adultes très fonctionnels ». D'après l'Agence Science-Presse, ce sont ces propos sur l’incapacité des personnes autistes à vivre un vie autonome qui ont le plus choqué des citoyens Américains concernés par le sujet. Des adultes autistes s'expriment le lendemain dans The New York Times en réfutant que l'autisme détruirait leur vie et en qualifiant les propos de RFK de « déshumanisants ». Ces propos suscitent aussi des condamnations de la part de parents d'enfants autistes, culpabilisés à tort pour avoir fait vacciner leurs enfants. RFK annonce l'embauche d'une personnalité connue pour ses positions anti-vaccin, David Geier, pour recommencer des études statistiques sur les supposés liens vaccination-autisme. Kennedy prétend trouver « la » cause de ce qu'il qualifie d'« épidémie d'autisme », et annonce des résultats pour septembre 2025, ce que de nombreux chercheurs spécialistes du sujet considèrent irréaliste. Peu après, une nouvelle conférence de presse du responsable des National Institutes of Health, Jay Bhattacharya, dément que la publication des résultats aura lieu en septembre, annonçant des résultats qui pourraient être connus « en l'espace d'un an ». Des médecins soulignent dans le New York Post que l'hypothèse fallacieuse soutenue par Kennedy en matière de causalité de l'autisme coûtera des millions de dollars pour rien.
Fin avril 2025, RFK annonce une surveillance accrue de données de santé d'adultes autistes américains ainsi que des coupes budgétaires dans les services d'aide aux personnes handicapées ; cela soulève des protestations de nombreuses personnes autistes qui dénoncent un recul important de leurs droits humains aux États-Unis, et une instrumentalisation de leur condition pour susciter la peur, dans un contexte où l'administration Trump met également un terme aux programmes de recherche et au soutien financier à la diversité et à l'inclusion, touchant à la fois la scolarisation et l'emploi des personnes autistes. De plus, l'annonce du suivi des données médicales Medicare et Medicaid d'adultes autistes est décrite par ces adultes autistes opposés à cette collecte de leurs donnés personnelles comme « une pente glissante vers l'eugénisme ». Sous RFK Jr, entre sa prise de fonction et avril 2025, le financement de la recherche sur l'autisme baisse de 26 % en raison des coupes dans les programmes de recherche sur la diversité et l'inclusion, et en particulier ceux concernant la transidentité.
En aout 2025, une demande de rétractation formulée par RFK Jr d'une étude scientifique danoise prouvant l'absence de lien entre vaccination et autisme est rejetée par la revue scientifique américaine Annals of Internal Medicine qui a publié l'article en juillet de la même année.

### Problèmes de santé
En 1983, Robert Kennedy Jr. est condamné à deux ans de prison avec sursis pour détention d'héroïne. Il dit plus tard avoir été dépendant de cette drogue pendant 14 ans, ayant commencé peu après l'assassinat de son père.
Le 8 mai 2024, The New York Times révèle une déposition de Robert Kennedy Jr. datant de 2012, dans le cadre d’une procédure de divorce. Le document indique que des médecins ont diagnostiqué qu’un « ver était rentré dans son cerveau, en avait rongé une partie et était mort ». Il a aussi subi une intoxication au mercure, qui peut entraîner des problèmes neurologiques. Le document fait ensuite état de « problèmes cognitifs évidents » ainsi que « d’une perte de mémoire à long terme et à court terme ».

## Publications

### Essais
- The Real Anthony Fauci: Bill Gates, Big Pharma, and the Global War on Democracy and Public Health, New York, Skyhorse Publishing (en), 2021, 480 p. (ISBN 978-1510766808), p. 480
Version française : Anthony Fauci, Bill Gates, Big Pharma : leur guerre mondiale contre la démocratie et la santé publique, Marco Pietteur, 2022
- Framed : Why Michael Skakel Spent Over a Decade in Prison For a Murder He Didn't Commit, New York, Skyhorse Publishing, 2016, 240 p. (ISBN 978-1-5107-0177-9), p. 240
- Thimerosal: Let the Science Speak: The Evidence Supporting the Immediate Removal of Mercury–a Known Neurotoxin–from Vaccines, New York, Skyhorse Publishing, 2014 (ISBN 978-1-63220-601-5), p. 224
- Crimes Against Nature : How George W. Bush and His Corporate Pals Are Plundering the Country and Highjacking Our Democracy, New York, HarperCollins, 2005, 244 p. (ISBN 978-0-06-074687-2, lire en ligne), 256
- Avec John Cronin, The Riverkeepers : Two Activists Fight to Reclaim Our Environment as a Basic Human Right, New York, Scribner, 1997 (ISBN 978-0-684-83908-0, lire en ligne), 304
- The Billings Collection, Boston, John F. Kennedy Library, 1992 (lire en ligne)
- Judge Frank M. Johnson Jr. (en) : A biography, Putnam, 1978, 288 p. (ISBN 978-0-399-12123-4)

### Livres pour enfants
- Robert Smalls : The Boat Thief, New York, Hyperion, 2008, 48 p. (ISBN 978-1-4231-0802-3), p. 48
- Robert F. Kennedy Jr.'s American Heroes : The Story of Joshua Chamberlain and the American Civil War, New York, Hyperion, 2007, 48 p. (ISBN 978-1-4231-0771-2), 48
- Dennis Nolan (Illustrator), St. Francis of Assisi : A Life of Joy, Hyperion, 2004 (ISBN 978-0-7868-1875-4)

### Préfaces
- Kent Heckenlively et Judy Mikovits (2020), Plague of Corruption: Restoring Faith in the Promise of Science, Skyhorse Publishing, préface de Robert Francis Kennedy Jr.
- Dick Russell, Horsemen of the Apocalypse : The Men Who Are Destroying Life on Earth And What it Means for Our Children, New York, Scribner, 2017, 160 p. (ISBN 978-1-5107-2175-3), introduction de Robert Francis Kennedy Jr.